# Kaišiadorys
Kaišiadorys (deutsch, 18. Jahrhundert: Koschedaren) ist eine Stadt und Sitz der gleichnamigen Rajongemeinde im litauischen Bezirk Kaunas. In der Gemeinde ist die Kernstadt ein städtischer Amtsbezirk und Sitz eines Nachbaramtes. Die Kernstadt hat knapp 10.000 Einwohner, die Gemeinde 36.285.
In Kaišiadorys gibt es ein Kreisgericht, eine große Geflügelfarm, eine Leimfabrik und mehrere kleinere Unternehmen. Hier ist der Sitz des litauischen Veterinärinstitutes.

## Geschichte

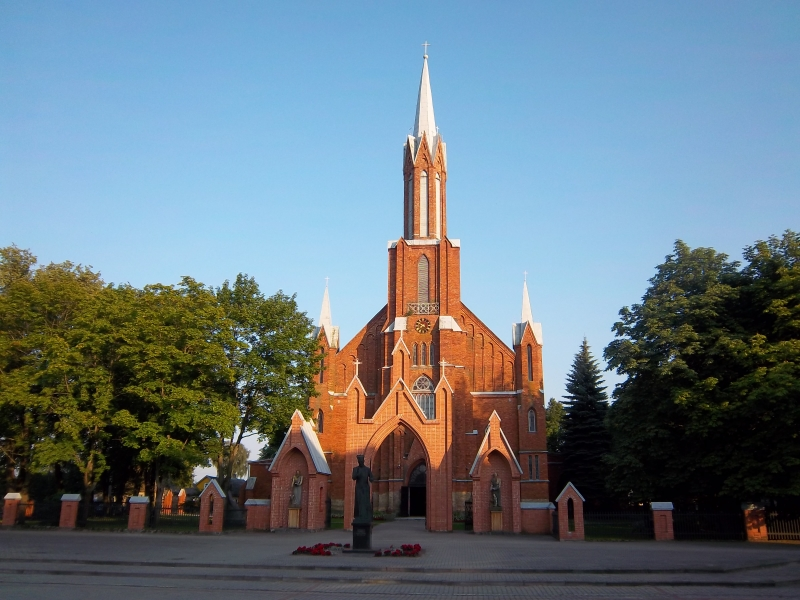
Verklärungskathedrale

Der Name der Stadt leitet sich von einem 1590 als Košeidarowo erstmals erwähnten Herrenhof ab. Dieser gehörte anscheinend dem Tataren Hadschi Dar Momulevič.
Der Ort entwickelte sich erst im 20. Jahrhundert zur Stadt aufgrund seiner Lage an einem Eisenbahnknoten. Am Bahnhof Kaišiadorys verzweigen sich die Strecken von Vilnius nach Riga und nach Kaunas. Heute ist besonders die Nähe zur Schnellstraße Kaunas–Vilnius ein verkehrstechnischer Vorteil.
Seit 1942 gibt es das Bistum Kaišiadorys, Bischofskirche ist die 1932 im neugotischen Stil errichtete Christi-Verklärungs-Kathedrale.
1960 wurde das Litauische Veterinärforschungsinstitut (Lietuvos veterinarijos mokslinio tyrimo institutas) in Kaišiadorys gegründet.
Es wurde eine Abteilung der heutigen Veterinärakademie der Litauischen Universität für Gesundheitswissenschaften.

## Rajongemeinde
Die Rajongemeinde (Kaišiadorių rajono savivaldybė) umfasst die beiden Städte Kaišiadorys und Žiežmariai (3730 Einw.), die drei Städtchen (miesteliai) Kruonis, Rumšiškės und Žasliai, sowie 401 Dörfer. Deren größtes, Gudiena mit 1664 Einwohnern, grenzt unmittelbar an die Stadt.
Die Rajongemeinde ist eingeteilt in elf Amtsbezirke (seniūnijos):
- Kaišiadorys Stadt
- Kaišiadorys Umland
- Kruonis
- Nemaitonys mit Sitz in Varkalės
- Palomenė
- Paparčiai
- Pravieniškės mit Sitz in Pravieniškės II
- Rumšiškės
- Žasliai
- Žiežmariai Stadt
- Žiežmariai Umland

## Städtepartnerschaft
- Twistringen (Deutschland, Niedersachsen)

## Persönlichkeiten
- Ginutis Dainius Voveris (* 1944), Diplomat und Botschafter
- Kęstutis Jakelis (* 1950), Politiker
- Aloyzas Vitkauskas (* 1954), Politiker
- Raimundas Mockeliūnas (* 1960), Tierarzt und Politiker
- Pranas Kuconis (* 1961), Jurist, Kriminalist und Verfassungsrichter
- Vigintas Višinskis (* 1962), Jurist, Richter und Zivilprozessrechtler
- Ramūnas Šiškauskas (* 1978), Basketballspieler
- Vytenis Tomkus (* 1980), Politiker
- Šarūnas Čėsna (* 1982), Politiker
- Georgas Freidgeimas (* 1987), Fußballspieler